# Mohammad Dżawad Rezaji
Mohammad Dżawad Rezaji (pers. محمدجواد رضایی ;ur. 9 grudnia 1998) – irański zapaśnik walczący w stylu klasycznym. Brązowy medalista igrzysk solidarności islamskiej w 2021. Drugi na MŚ U-23 w 2021. Mistrz Azji juniorów w 2017 roku.